# Angaria tyria
Angaria tyria là một loài ốc biển, là động vật thân mềm chân bụng sống ở biển thuộc họ Angariidae.

## Hình ảnh

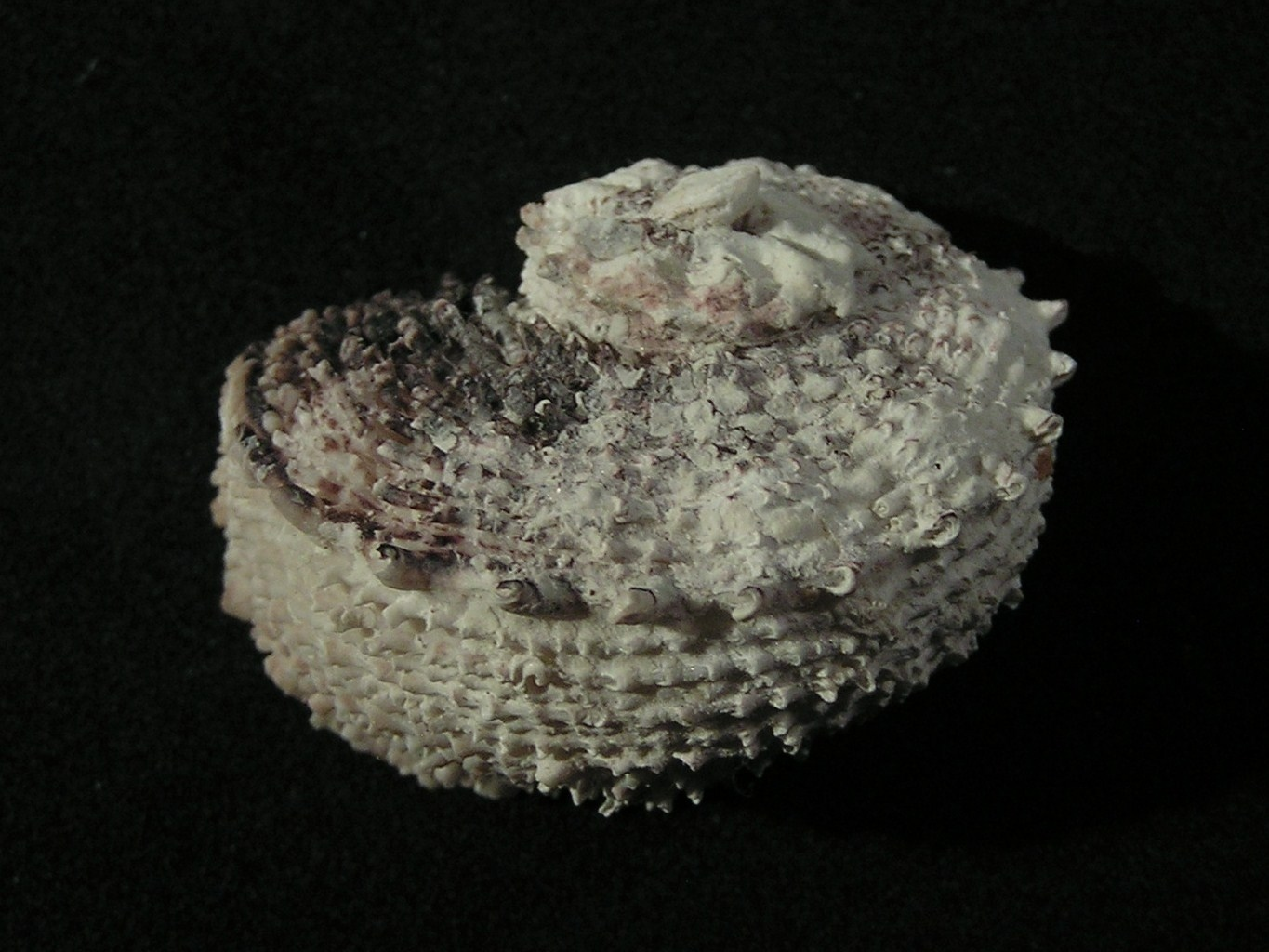